# London Zoo
Der Londoner Zoo (London Zoo) ist der erste Zoo, der die Bezeichnung Zoologischer Garten führte und damit auf die wissenschaftliche Ausrichtung dieser Institution verwies. Im Jahr 2022 beherbergte er 25.289 Tiere aus 554 Arten sowie zwei Ameisenkolonien.
Er liegt am nördlichen Ende des Regent’s Parks in London, der Regent’s Canal teilt die Anlage ebenso wie die Ringstraße Outer Circle. Die Betreibergesellschaft Zoological Society of London (Zoologische Gesellschaft Londons) verfügt auch noch über den Whipsnade Zoo in Bedfordshire, wo die größeren Tiere, wie Elefanten und Nashörner untergebracht sind. 
2019 wurde der London Zoo von rund 1,08 Millionen Personen besucht. 2024 betrug die Besucherzahl etwa 1,24 Millionen Personen.

## Geschichte
Der Zoo wurde am 27. April 1828 als Sammlung von Tieren für wissenschaftliche Studien eröffnet und war zunächst nur Mitgliedern der Zoologischen Gesellschaft ohne Weiteres zugänglich; Außenstehende mussten eine schriftliche Anweisung eines Mitglieds (fellow) der Gesellschaft vorlegen und einen Shilling bezahlen. Für die Öffentlichkeit wurde er 1847 geöffnet.
Der Londoner Zoo zeigte das erste Reptilienhaus im Jahr 1849, das erste Aquarium im Jahr 1853, das erste Insektenhaus im Jahr 1881 und den ersten Kinderzoo im Jahr 1938.
|  |  |

## Architektur

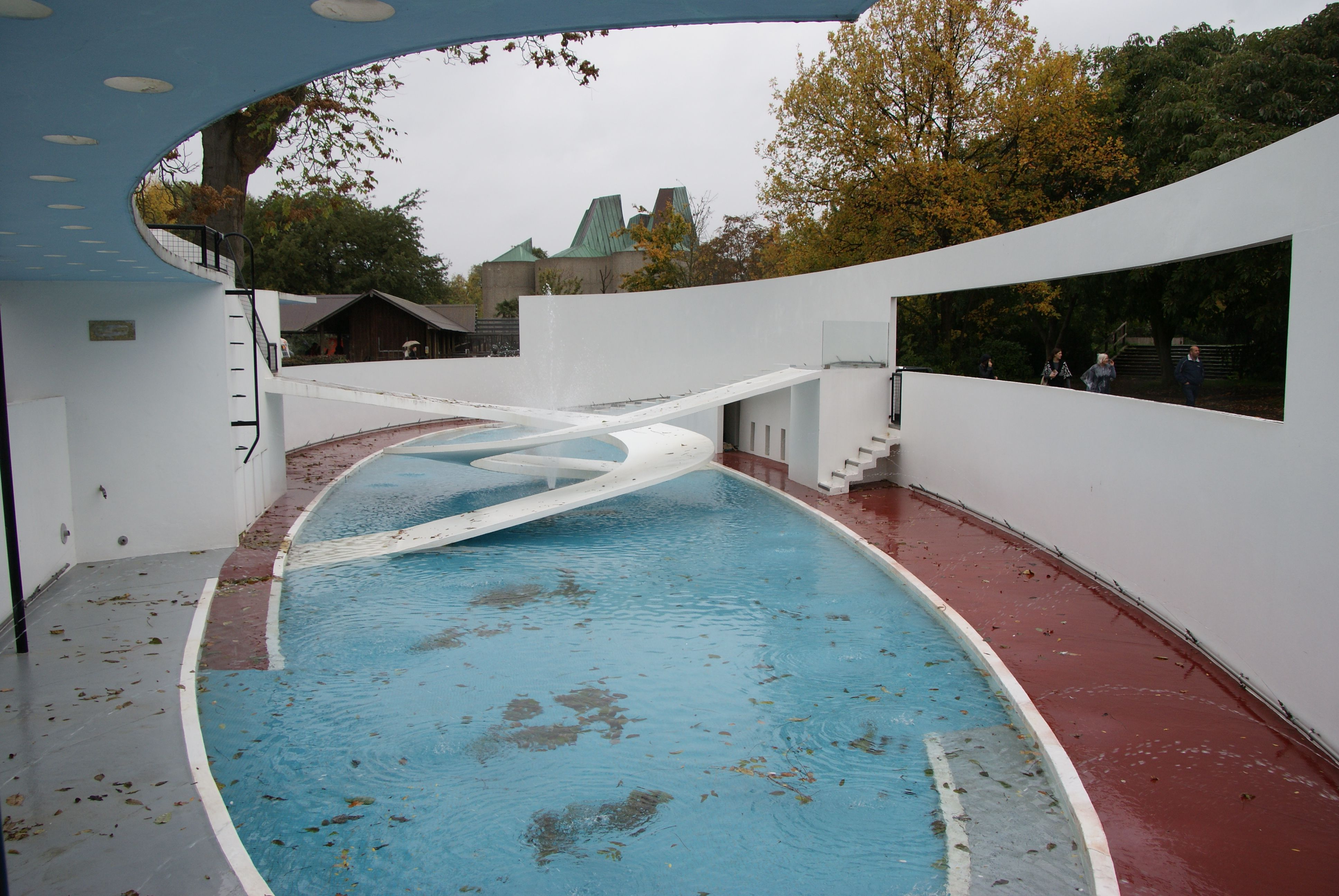
Pinguinbecken im Londoner Zoo

Von Beginn an waren für die Architektur seiner Gebäude führende Architekten tätig:
- der Clock Tower (1828 für Lamas gebaut) und das Giraffenhaus (1836–1837) wurden von Decimus Burton entworfen,
- die Mappin Terraces (1913–1914) wurden von Sir Peter Chalmers Mitchell und John James Joass entworfen,
- das Reptilienhaus (1927) wurde von Joan Beauchamp Procter und Guy Dawber entworfen.
- das Pinguinbecken (1934), seit 1970 unter Denkmalschutz,[6] das Round House (1932–1933) für die Gorillas und der North Gate Kiosk (1936) wurden von Berthold Lubetkin entworfen,
- das Vogelhaus Snowdon aviary (1962–1964) wurde von Lord Snowdon, Cedric Price und Frank Newby und
- das ehemalige Elefanten- und Rhinozeros-Haus (1962–1965) von Sir Hugh Casson und Neville Conder entworfen

## Berühmte Tiere

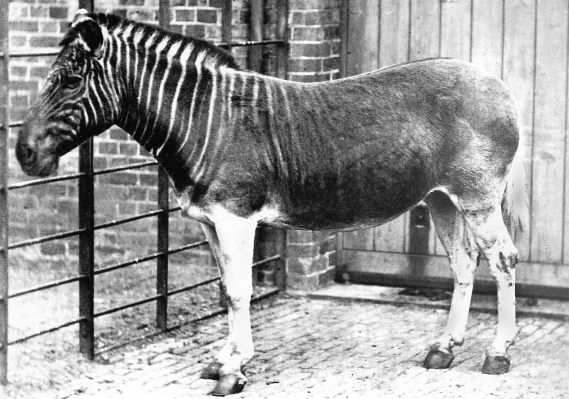
Quagga im Londoner Zoo

Das ägyptische Flusspferd Obaysch war von seiner Ankunft 1850 bis zu seinem Tode 1878 eine Attraktion, die zeitweilig bis zu 10.000 Besucher täglich in den Zoo lockte. Der Elefant Jumbo war seit 1865 ebenfalls eine Attraktion des Zoos; insbesondere durch die außerordentliche Aufmerksamkeit, die neben dem Publikum auch die Presse dem Elefanten widmete, wurde der Verkauf des Tiers an den amerikanischen Schausteller P. T. Barnum zu einem nationalen Skandal.
Im Jahr 1870 lebte ein Quagga, eine mittlerweile ausgestorbene Unterart des Steppenzebras, im Londoner Zoo.
Der Schwarzbär Winni kam 1914 als Geschenk eines kanadischen Offiziers in den Zoo. Den Autor Alan Alexander Milne animierte ein Zoobesuch zu seinen Geschichten über Pu den Bären.

## Anlagen und Gebäude

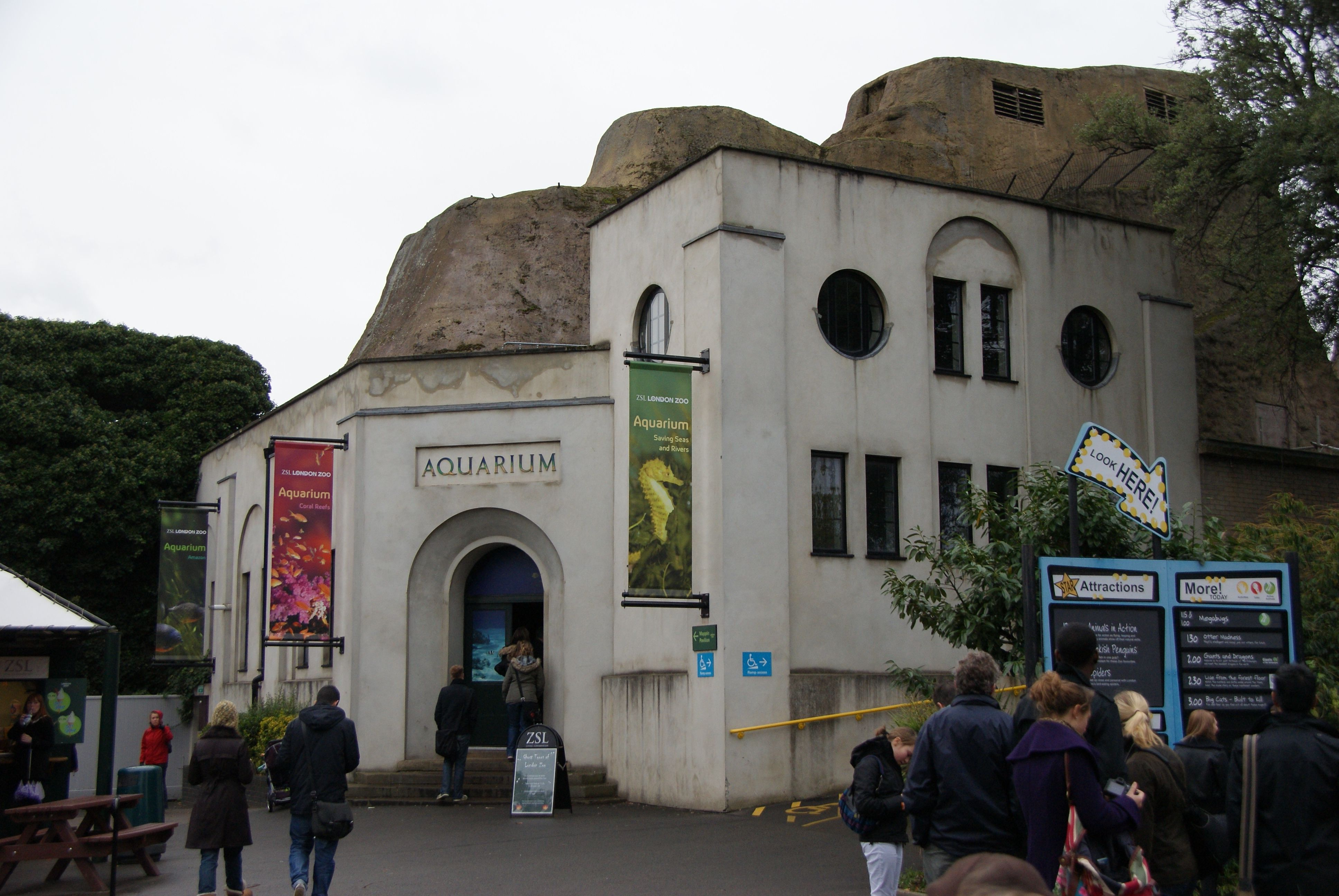
Aquarium im Londoner Zoo

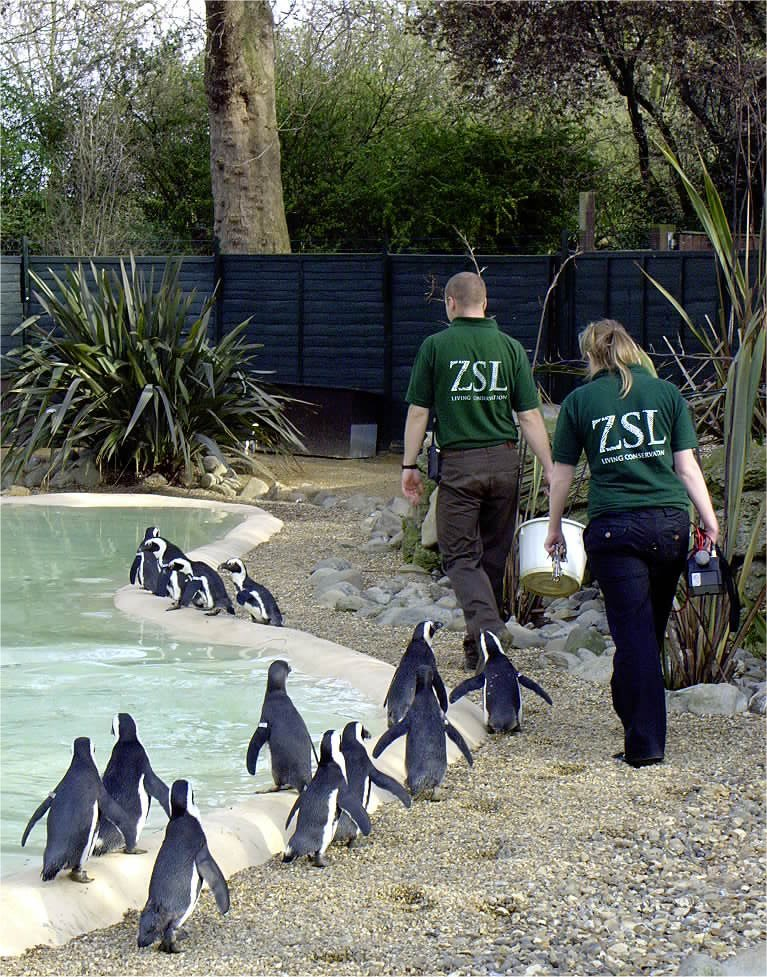
Fütterung der Pinguine im Londoner Zoo

Im Blackburn Pavilion befindet sich eine tropische Freiflughalle. Das Butterfly Paradise zeigt Schmetterlinge in sämtlichen Entwicklungsstufen aus vielen Regionen der Welt inklusive Afrika, Südostasien und Zentral- und Südamerika. In der Anlage Asian big cats sind Asiatische Löwen und Sumatratiger zu sehen. Die Ausstellung Giants of the Galapagos zeigt drei Galápagos-Riesenschildkröten. Im Gorilla Kingdom können vier Westliche Flachlandgorillas sowie Warane und Mangaben beobachtet werden.
Das Aquarium ist in drei Hallen unterteilt: Die erste Halle beinhaltet Fische aus Naturschutzprojekten, die zweite konzentriert sich auf das Thema Korallenriff und die dritte zeigt den Lebensraum Amazonas.

## Aktionen
Vom 26. bis 29. August 2005 beherbergte der Zoo in einer Sonderschau acht Menschen im Bärengehege als besondere Tierart. Die Aktion sollte die Zugehörigkeit des Menschen zur Tierwelt belegen und zeigen, dass seine Verbreitung eine besondere Geißel für die anderen Arten darstellt.
Im August 2024 wurden eine Reihe von Banksy-Kunstwerken im Großraum London veröffentlicht. Das letzte dieser Kunstwerke zeigt einen Gorilla, welches Tiere aus dem Zoo befreit. Die Tiere, die über ganz London verteilt waren, sind die entflohenen Tiere des Gorillas.